# Bamboo Airways
Bamboo Airways (vietnamesiska:  CTCP hàng không Tre Việt ) är ett statligt vietnamesiskt flygbolag grundat 2018. I maj 2018 anställde flygbolaget Đặng Tất Thắng som deras nya vd. Flygbolagets ägare är FLC Group, ett vietnamesiskt fastighets-konglomerat.
Bolaget flyger till tre destinationer utanför Vietnam. Flygbolaget flyger bland annat 18 Airbus A320.
Företaget tecknade avtal med Airbus för 24 Airbus A320neo   och tecknade avtal med Boeing för 20 Boeing 787 (leverans från 2020).

## Destinationer
Planerade destinationer (från 1 oktober 2018)
- Hanoi
- Ho Chi Minh-staden
- Da Nang
- Hai Phong
- Thanh Hoa
- Vinh
- Dong Hoi
- Hue
- Quy Nhon
- Nha Trang
- Da Lat
- Buon Me Thuot
- Can Tho
- Phu Quoc
- Bangkok
- Singapore
- Taipei
- Seoul